# Penegoes
Penegoes ( ? i  escolteu-ne la pronunciació en gal·lès) és un poblet en la comarca gal·lesa de Powys, en l'antic comtat de Montgomeryshire; està situat en la carretera A489 entre Glantwymyn i Machynlleth. Sembla que el nom de Penegoes procedeix de Penegwest, pel nom d'un petit sobirà gal·lès (Egwest), que hi fou decapitat. El 1987 la Comissió Gal·lesa per als Límits dels Governs Locals fusionà Isygarreg, Penegoes i Uwchygarreg per fer la comunitat de Cadfach, amb capitalitat a Penegoes, que n'era el nucli més gran.
L'església del poble està dedicada a Sant Cadfarch; citada per primer cop el 1254, fou reconstruïda enterament el 1877 amb plànols de John Pritchard. La població fou el lloc de naixença del pintor paisatgista Richard Wilson (1714-1782), i el bard i príncep de la nació Rheged Llywarch Hen es retirà a un lloc proper, Dolguog.

## Població
- 1801: 694
- 1831: 826
- 1861: 1126
- 1891: 720
- 1921: 519
- 1951: 337
- 1971: 273
- 2005: 550 ap.

Estadística per tota l'àrea de Glantwymyn (que comprèn la parròquia de Penegoes): 1.953 persones segons el cens del 2001 .